# ۱۲۲۶ (میلادی)

## رویدادها
- ۱۸ نوامبر: زمین‌لرزه شهر زور عراق. در ۲۵ ذیقعده ۶۲۳ زمین لرزه ویرانگری در کردستان شهر زور را ویران کرد. شش قلعه دیگر این ناحیه و روستاهای بسیاری نیز ویران شد. لرزه به گونه‌ای گسترده در ایران و عراق تا موصل، که در آن نگرانی‌هایی برانگیخت، حس شد.